# Élections législatives de 1877 dans les Bouches-du-Rhône
Les élections législatives de 1877 ont eu lieu les 14 octobre et 28 octobre 1877.

## Députés élus
|   | Circonscription  | Député sortant           |  | Groupe parlementaire | Député élu                  |  | Groupe parlementaire |
| - | ---------------- | ------------------------ |  | -------------------- | --------------------------- |  | -------------------- |
| 1 | Arles            | Augustin Tardieu         |  | Union républicaine   | Joseph Teissier de Cadillan |  | Légitimiste          |
| 2 | 1re d'Aix        | Édouard Lockroy          |  | Extrême gauche       | Édouard Lockroy             |  | Extrême gauche       |
| 3 | 2e d'Aix         | Alexandre Labadié        |  | Gauche républicaine  | Alexandre Labadié           |  | Gauche républicaine  |
| 4 | 1re de Marseille | Xavier Bouquet           |  | Extrême gauche       | Xavier Bouquet              |  | Extrême gauche       |
| 5 | 2e de Marseille  | François-Vincent Raspail |  | Extrême gauche       | François-Vincent Raspail    |  | Extrême gauche       |
| 6 | 3e de Marseille  | Maurice Rouvier          |  | Union républicaine   | Maurice Rouvier             |  | Union républicaine   |
| 7 | 4e de Marseille  | Émile Bouchet            |  | Union républicaine   | Émile Bouchet               |  | Union républicaine   |

## Résultats à l'échelle du département
| Partis         | Partis                      | Premier tour | Premier tour | Sièges |
| Partis         | Partis                      | Voix         | %            | Sièges |
| -------------- | --------------------------- | ------------ | ------------ | ------ |
|                | Républicains radicaux       | 28 016       | 27,82        | 2      |
|                | Républicains intransigeants | 25 944       | 25,77        | 3      |
|                | Légitimistes                | 23 259       | 23,10        | 1      |
|                | Bonapartistes               | 15 487       | 15,38        | 0      |
|                | Républicains modérés        | 7 987        | 7,93         | 1      |
|                |                             |              |              |        |
| Inscrits       | Inscrits                    | 128 781      | 100,00       | 7      |
| Votants        | Votants                     | 101 456      | 78,78        |        |
| Abstentions    | Abstentions                 | 27 325       | 21,22        |        |
| Blancs et nuls | Blancs et nuls              | 763          | 0,75         |        |
| Exprimés       | Exprimés                    | 100 693      | 99,25        |        |

## Résultats par arrondissement

### Arrondissement d'Arles
| Candidats      | Candidats                   | Étiquette           | Premier tour | Premier tour |
| Candidats      | Candidats                   | Étiquette           | Voix         | %            |
| -------------- | --------------------------- | ------------------- | ------------ | ------------ |
|                | Joseph Teissier de Cadillan | Légitimiste         | 11 313       | 57,35        |
|                | Augustin Tardieu            | Républicain radical | 8 414        | 42,65        |
|                |                             |                     |              |              |
| Inscrits       | Inscrits                    | Inscrits            | 26 198       | 100,00       |
| Votants        | Votants                     | Votants             | 19 817       | 75,64        |
| Abstention     | Abstention                  | Abstention          | 6 381        | 24,36        |
| Blancs et nuls | Blancs et nuls              | Blancs et nuls      | 90           | 0,45         |
| Exprimés       | Exprimés                    | Exprimés            | 19 727       | 99,55        |

L'élection est invalidée par la Chambre le 26 janvier 1878. Une élection partielle a lieu le 3 mars 1878.

### Arrondissement d'Aix

#### 1recirconscription
| Candidats      | Candidats       | Étiquette                 | Premier tour | Premier tour |
| Candidats      | Candidats       | Étiquette                 | Voix         | %            |
| -------------- | --------------- | ------------------------- | ------------ | ------------ |
|                | Édouard Lockroy | Républicain intransigeant | 7 514        | 60,43        |
|                | Rigaud          | Bonapartiste              | 4 921        | 39,57        |
|                |                 |                           |              |              |
| Inscrits       | Inscrits        | Inscrits                  | 16 531       | 100,00       |
| Votants        | Votants         | Votants                   | 12 509       | 75,67        |
| Abstention     | Abstention      | Abstention                | 4 022        | 24,33        |
| Blancs et nuls | Blancs et nuls  | Blancs et nuls            | 74           | 0,59         |
| Exprimés       | Exprimés        | Exprimés                  | 12 435       | 99,41        |

#### 2ecirconscription
| Candidats      | Candidats         | Étiquette          | Premier tour | Premier tour |
| Candidats      | Candidats         | Étiquette          | Voix         | %            |
| -------------- | ----------------- | ------------------ | ------------ | ------------ |
|                | Alexandre Labadié | Républicain modéré | 7 987        | 61,56        |
|                | Prat-Noilly       | Bonapartiste       | 4 988        | 38,44        |
|                |                   |                    |              |              |
| Inscrits       | Inscrits          | Inscrits           | 16 855       | 100,00       |
| Votants        | Votants           | Votants            | 13 176       | 78,17        |
| Abstention     | Abstention        | Abstention         | 3 679        | 21,83        |
| Blancs et nuls | Blancs et nuls    | Blancs et nuls     | 201          | 1,53         |
| Exprimés       | Exprimés          | Exprimés           | 12 975       | 98,47        |

### Arrondissement de Marseille

#### 1recirconscription
| Candidats      | Candidats      | Étiquette                 | Premier tour | Premier tour |
| Candidats      | Candidats      | Étiquette                 | Voix         | %            |
| -------------- | -------------- | ------------------------- | ------------ | ------------ |
|                | Xavier Bouquet | Républicain intransigeant | 8 758        | 75,09        |
|                | Fournier       | Légitimiste               | 2 906        | 24,91        |
|                |                |                           |              |              |
| Inscrits       | Inscrits       | Inscrits                  | 14 279       | 100,00       |
| Votants        | Votants        | Votants                   | 11 700       | 81,94        |
| Abstention     | Abstention     | Abstention                | 2 579        | 18,06        |
| Blancs et nuls | Blancs et nuls | Blancs et nuls            | 36           | 0,31         |
| Exprimés       | Exprimés       | Exprimés                  | 11 664       | 99,69        |

#### 2ecirconscription
| Candidats      | Candidats                | Étiquette                 | Premier tour | Premier tour |
| Candidats      | Candidats                | Étiquette                 | Voix         | %            |
| -------------- | ------------------------ | ------------------------- | ------------ | ------------ |
|                | François-Vincent Raspail | Républicain intransigeant | 9 672        | 69,80        |
|                | De Coriolis              | Légitimiste               | 4 185        | 30,20        |
|                |                          |                           |              |              |
| Inscrits       | Inscrits                 | Inscrits                  | 17 556       | 100,00       |
| Votants        | Votants                  | Votants                   | 14 010       | 79,80        |
| Abstention     | Abstention               | Abstention                | 3 546        | 20,20        |
| Blancs et nuls | Blancs et nuls           | Blancs et nuls            | 153          | 1,09         |
| Exprimés       | Exprimés                 | Exprimés                  | 13 857       | 98,91        |

#### 3ecirconscription
| Candidats      | Candidats                  | Étiquette           | Premier tour | Premier tour |
| Candidats      | Candidats                  | Étiquette           | Voix         | %            |
| -------------- | -------------------------- | ------------------- | ------------ | ------------ |
|                | Maurice Rouvier            | Républicain radical | 8 784        | 64,40        |
|                | Antoine de Jessé-Charleval | Légitimiste         | 4 855        | 35,60        |
|                |                            |                     |              |              |
| Inscrits       | Inscrits                   | Inscrits            | 16 612       | 100,00       |
| Votants        | Votants                    | Votants             | 13 713       | 82,55        |
| Abstention     | Abstention                 | Abstention          | 2 899        | 17,45        |
| Blancs et nuls | Blancs et nuls             | Blancs et nuls      | 74           | 0,54         |
| Exprimés       | Exprimés                   | Exprimés            | 13 639       | 99,46        |

#### 4ecirconscription
| Candidats      | Candidats      | Étiquette           | Premier tour | Premier tour |
| Candidats      | Candidats      | Étiquette           | Voix         | %            |
| -------------- | -------------- | ------------------- | ------------ | ------------ |
|                | Émile Bouchet  | Républicain radical | 10 818       | 65,98        |
|                | Marrel         | Bonapartiste        | 5 578        | 34,02        |
|                |                |                     |              |              |
| Inscrits       | Inscrits       | Inscrits            | 20 750       | 100,00       |
| Votants        | Votants        | Votants             | 16 531       | 79,67        |
| Abstention     | Abstention     | Abstention          | 4 219        | 20,33        |
| Blancs et nuls | Blancs et nuls | Blancs et nuls      | 135          | 0,82         |
| Exprimés       | Exprimés       | Exprimés            | 16 396       | 99,18        |